# A14高速公路 (奧地利)
A14高速公路（德語：Rheintal/Walgau Autobahn A14），又稱萊茵河谷/瓦爾高高速公路，是奧地利一條高速公路，縱貫最西部的福拉爾貝格邦，北起接壤德國邊境的赫爾布蘭茨（96号高速公路），中間經過州府布雷根茲、費爾德基希等州內城市，南至布盧登茨，並經阿爾貝格快速道路可連接到奧地利其他地區。全長61公里。
公路自納粹德國統治時期開始就已經提出興建，1965年10月29日動工。1985年7月16日全面通車。公路是歐洲E43和E60公路的一部份。